# Blancs botswanais
Les Blancs botswanais sont des habitants du Botswana descendant majoritairement de l'immigration européenne, principalement du Royaume-Uni et des Pays-Bas.
Les Africains blancs sont un groupe minoritaire au Botswana où ils représentent un peu plus de 3% de la population. Ils sont bien intégrés au sein de la société botswanaise, leur haut niveau de vie et d'éducation leur permettant d'occuper des postes importants.
Les langues principalement par la population blanche sont l'afrikaans et l'anglais. Beaucoup ont aussi une connaissance du tswana, langue véhiculaire au Botswana.

## Situation
Les Botswanais d'ascendance européenne vivent principalement dans les villes de Gaborone, Francistown, Ghanzi, Serowe et Lobatse.
La situation des Botswanais blancs est bonne malgré leur minorité au sein du pays. Ces derniers possèdent un niveau de vie et d'éducation plus élevés en moyenne que le reste de la population botswanaise, et ne sont pas ou peu victimes de racisme, la constitution botswanaise interdisant spécifiquement la discrimination raciale. Leur haut niveau de compétences leur garantit en outre une forte légitimité au sein de la population botswanaise.
Les Blancs botswanais gardent aujourd'hui une culture hybride; entre une forte identification au Botswana et un lien toujours réel avec l'Occident d'où leurs ancêtres sont originaires et où ils ont souvent encore de la famille.

## Histoire
Les Européens ont commencé à immigrer dans ce qui est aujourd'hui le Botswana au XIXe siècle, à commencer par les Boers. Le Dorsland Trek, à la fin du XIXe siècle et au début du XXe siècle, a vu des milliers de familles Boers migrer d'Afrique du Sud vers la Namibie actuelle par le Botswana. De nombreuses familles sont restées, en particulier à Ghanzi, dans le désert du Kalahari. Les Botswanais blancs viennent de divers horizons, y compris des familles d'origine britannique, boer, allemande et grecque.
Parallèlement beaucoup de familles quittent la Yougoslavie au début des années 1950 pour s'installer au Botswana. Il y a aujourd'hui une Société Serbe et une église orthodoxe serbe à Gaborone, où vit la plupart de la petite communauté serbe.
Dès la fondation du Parti démocratique du Botswana, Seretse Khama tiens à affirmer le Botswana comme pays multiracial. A l'indépendance du pays, de nombreux blancs (surtout Boers ou Anglais) restèrent dans l'administration du fait de leurs compétences. Désormais citoyens botswanais, le pouvoir profita de leur expérience et de leurs relations en Afrique du Sud notamment, permettant le développement rapide du pays.

## Blancs botswanais notables
- Christian de Graaff, Ministre de l'Agriculture
- Derek Jones, Maire de Gaborone
- Ruth Williams Khama, Première Dame du Botswana
- Samantha Paxinos, Nageuse olympique
- Benjamin Steinberg, Premier trésorier du Parti démocratique du Botswana.